# Saint-Maurice-sous-les-Côtes
Saint-Maurice-sous-les-Côtes – miejscowość i gmina we Francji, w regionie Grand Est, w departamencie Moza.

Populacja miejscowości od 1962 do 2008 roku

Według danych na rok 1990 gminę zamieszkiwało 315 osób, a gęstość zaludnienia wynosiła 34 osób/km² (wśród 2335 gmin Lotaryngii Saint-Maurice-sous-les-Côtes plasuje się na 735. miejscu pod względem liczby ludności, natomiast pod względem powierzchni na miejscu 648.).